# Rhaphidophora todayensis
Rhaphidophora todayensis är en kallaväxtart som beskrevs av Kurt Krause. Rhaphidophora todayensis ingår i släktet Rhaphidophora och familjen kallaväxter. Inga underarter finns listade.